# Sylvester Melvin
Sylvester Melvin (Greene County, 29 november 1851 – aldaar, 12 maart 1962) was een Amerikaanse supereeuweling. Hij was de oudste levende man ter wereld gedurende iets meer dan een jaar en de op een na oudste levende persoon ter wereld, na zijn landgenote Mary Kelly.

## Levensloop
Melvin werd geboren in 1851. Met de dood van de 109-jarige Nederlander Willem Kostering op 9 december 1960 werd hij de oudste man ter wereld. Op het moment van zijn overlijden was hij een van de oudste mannen ooit. Hij werd als oudste man ter wereld opgevolgd door de Canadees Joseph Saint-Amour, die deze titel slechts vier dagen droeg.